# Drusus spelaeus
Drusus spelaeus är en nattsländeart som först beskrevs av Georg Ulmer 1920.  Drusus spelaeus ingår i släktet Drusus och familjen husmasknattsländor. Inga underarter finns listade i Catalogue of Life.